# James Dillon
James Matthew Dillon (irl. Séamus Maitiú Diolún; ur. 26 września 1902 w Dublinie, zm. 10 lutego 1986 w Ballaghaderreen) – irlandzki polityk.
Z wykształcenia był prawnikiem, 1932-1969 członkiem Dáil Éireann - niższej izby parlamentu irlandzkiego, 1933 wstąpił do partii Fine Gael. Po wybuchu II wojny światowej 1939 jako jedyny spośród czołowych irlandzkich polityków sprzeciwiał się polityce neutralności, będąc zwolennikiem udzielenia poparcia W. Brytanii, a później sojuszu z USA. Od 1942 był posłem niezależnym, 1948-1951 i ponownie 1954-1957 ministrem rolnictwa w koalicyjnych rządach Irlandii. W 1952 ponownie wstąpił do Fine Gael, której 1959-1965 był przywódcą.